# درجات حرارة الفرن
يتم ضبط درجات حرارة الفرن الشائعة (مثل، المصطلحات التالية: فرن بارد وفرن بطيء جدًا وفرن بطيء وفرن متوسط وفرن ساخن وفرن سريع، وما إلى ذلك) للتحكم في نتائج الخبز في الفرن لفترات زمنية مختلفة.

## العبارات المعيارية
| جدول درجات حرارة الفرن المعادلة | جدول درجات حرارة الفرن المعادلة | جدول درجات حرارة الفرن المعادلة |
| الوصف                           | درجة فهرنهايت                   | درجة سلزيوس                     |
| ------------------------------- | ------------------------------- | ------------------------------- |
| الفرن البارد                    | 200 درجة فهرنهايت               | 90 درجة مئوية                   |
| الفرن البطيء جدًا                | 250 درجة فهرنهايت               | 120 درجة مئوية                  |
| الفرن البطيء                    | 300-325 درجة فهرنهايت           | 150-160 درجة مئوية              |
| البطيء المتوسط                  | 325-350 درجة فهرنهايت           | 160-180 درجة مئوية              |
| الفرن المتوسط                   | 350-375 درجة فهرنهايت           | 180-190 درجة مئوية              |
| الساخن المتوسط                  | 375-400 درجة فهرنهايت           | 190-200 درجة مئوية              |
| الفرن الساخن                    | 400-450 درجة فهرنهايت           | 200-230 درجة مئوية              |
| الفرن الساخن جدًا                | 450-500 درجة فهرنهايت           | 230-260 درجة مئوية              |
| الفرن السريع                    | 450-500 درجة فهرنهايت           | 230-260 درجة مئوية              |

تتضمن العبارات المعيارية المختلفة التي تُستخدم لوصف درجات حرارة الفرن، كلمات مثل، «بارد» إلى «ساخن» أو «بطيء جدًا» إلى «سريع». على سبيل المثال، يتم ضبط درجة حرارة الفرن البارد على 200 درجة فهرنهايت (90 درجة مئوية)، وتتراوح درجة حرارة الفرن البطيء بين 300-325 درجة فهرنهايت (150-160 درجة مئوية). بينما تتراوح درجة حرارة الفرن المتوسط بين 350-375 درجة فهرنهايت (180-190 درجة مئوية)، ودرجة حرارة الفرن الساخن بين 400-450 درجة فهرنهايت (200-230 درجة مئوية). بينما تتراوح درجات حرارة الفرن السريع بين 450-500 درجة فهرنهايت (230-260 درجة مئوية)، وهي درجات الحرارة المعيارية.